# Bartramia pumila
Bartramia pumila là một loài rêu trong họ Bartramiaceae. Loài này được Turner Mitt. mô tả khoa học đầu tiên năm 1851.